# Hayate Tsuta
Hayate Tsuta (japanisch 蔦 颯 Tsuta Hayate; * 7. Juni 1995 in der Präfektur Kanagawa) ist ein japanischer Fußballspieler.

## Karriere
Hayate Tsuta erlernte das Fußballspielen in der Schulmannschaft der Maebashi Ikuei High School und in der  Universitätsmannschaft der Senshū-Universität. Von 2018 bis 2018 stand er beim Fünftligisten Artista Asama in der Präfektur Nagano unter Vertrag. 2019 wechselte er in die dritte japanische Liga. Hier unterschrieb er einen Vertrag bei Thespakusatsu Gunma. Ende 2019 stieg er mit dem Verein aus Kusatsu als Vizemeister in die zweite Liga auf. Da er in Kusatsu nicht zum Einsatz kam, wechselte er im Januar 2021 zum Drittligisten Vanraure Hachinohe. Sein Profidebüt gab Hayate Tsuta am 25. April 2021 im Auswärtsspiel gegen Roasso Kumamoto. Hier stand der Torwart in der Startelf und spielte die kompletten 90 Minuten.

## Erfolge
Thespakusatsu Gunma
- J3 League: 2019  ▲